# Jerichow
Jerichow é um município da Alemanha, situado no distrito de Jerichower Land, no estado de Saxônia-Anhalt. Tem 269,91 km² de área, e sua população em 2019 foi estimada em 6.773 habitantes.